# Brevibora dorsiocellata
Brevibora dorsiocellata (Duncker, 1904) è un pesce osseo d'acqua dolce appartenente alla   famiglia Cyprinidae e alla sottofamiglia Labeoninae.

## Distribuzione e habitat
Sud-Est Asiatico. Diffuso nei corsi d'acqua della Malaysia e di Sumatra. Vive in torrenti e stagni.

## Descrizione
La lunghezza massima è di 6 cm. Sulla pinna dorsale è presente una macchia nera. Il corpo è allungato, verde-giallastro o verde-grigiastro, le pinne sono pallide. La pinna caudale è biforcuta. Una specie simile è Brevibora cheeya.

## Biologia

### Comportamento
Forma piccoli gruppi.

### Alimentazione
Si nutre di invertebrati acquatici come vermi, crostacei e insetti.

### Riproduzione
È oviparo e si riproduce in acque poco profonde. La fecondazione è esterna.

## Acquariofilia
Viene allevato e riprodotto con successo in cattività.